# كيري ميلس
كيري ميلس (بالإنجليزية: Kerry Mills)‏ (و. 1869 – 1948 م) هو ملحن، وناشر موسيقى ‏ أمريكي، ولد في فيلادلفيا، يستخدم آلات بيانو، توفي في هاوثورني، لوس أنجليس، كاليفورنيا، عن عمر يناهز 79 عاماً.

## وصلات خارجية
- كيري ميلس على موقع IMDb (الإنجليزية)
- كيري ميلس على موقع ميوزك برينز (الإنجليزية)
- كيري ميلس على موقع قاعدة بيانات برودواي على الإنترنت (الإنجليزية)
- كيري ميلس على موقع أول ميوزيك (الإنجليزية)
- كيري ميلس على موقع ديسكوغز (الإنجليزية)

- كيري ميلس في قاعدة بيانات الأفلام على الإنترنت